# Down Periscope
Down Periscope (en España: Abajo el periscopio, en Argentina: Locos a bordo) es una comedia cinematográfica protagonizada por el actor cómico Kelsey Grammer, poco conocido en el cine pero muy popular en la televisión estadounidense, como por su serie Frasier.

## Argumento
El teniente comandante (o capitán de corbeta) Tom Dodge (Kelsey Grammer) es un oficial con dilatada experiencia como segundo a bordo de submarinos. Aspira a convertirse en capitán de su propio navío, pero en el almirantazgo tiene enemigos debido a algunas excentricidades que cometió en su día. El almirante Graham, almirante de graduación "Dos Estrellas" y candidato a la tercera estrella (Bruce Dern) es quien desea apartar a Dodge (asumiendo el papel de "malo" en la película, el que desea hacer fracasar a Dodge) lo pone a prueba mediante una operación de "Juego de Guerra" que en su opinión Dodge no va a superar. La misión consiste en que Dodge, con una tripulación formada por inútiles, debe restaurar un viejo submarino de la Segunda Guerra Mundial, el USS Stingray (SS-161), y con él participar en un "juego de guerra" haciendo el papel de invasor.
El esquema del juego de guerra consiste en que, dado que Rusia está vendiendo sus submarinos Diesel a países potencialmente enemigos de Estados Unidos, se teme que sean utilizados para atacar territorio estadounidense. Y dada la similitud del submarino "Stingray" con los submarinos rusos vendidos, se pretende simular que el "Stingray" haga el papel de submarino invasor y se pongan a punto contramedidas. El programa es que se introduzca en dos bahías diferentes sin ser apresado por los barcos de defensa estadounidenses y lance, en la primera bahía, bengalas para simular un bombardeo y, en el segundo puerto, lance dos torpedos auténticos a un barco falso dispuesto a tal efecto; si consigue ambos objetivos ganará el juego. Dodge no se deja amedrentar por el reto y hace todo lo que está en sus manos para salir airoso de la prueba, objetivo que logra, derrotando al almirante Graham y haciéndole perder la candidatura a su tercera estrella.
- Datos: Q1567203